# アンヘル・ベルナベ
アンヘル・ベルナベ・アコスタ（Ángel Bernabé Acosta, 1987年8月11日 - ）は、スペイン出身のサッカー選手。ポジションはゴールキーパー。

## 所属クラブ
- 2007-2008  アトレティコ・マドリードB
- 2008-2009  アトレティコ・マドリード
- 2009-2012  UDサラマンカ
- 2012-2013  カディスCF

→ 2013  アトレティコ・サンルケーニョCF(期限付き移籍)
- 2014-2015  UBコンケンセ
- 2015-2016  CFタラベラ・デ・ラ・レイナ
- 2016-2017  マルベーリャFC
- 2018-  CPカセレーニョ

## タイトル
代表
- 2005-2006 U-19欧州選手権 優勝